# Eumicrotipula
Eumicrotipula is een ondergeslacht van het geslacht van insecten Tipula in de familie langpootmuggen (Tipulidae).

## Soorten
Deze lijst van 256 stuks is mogelijk niet compleet.
- T. (Eumicrotipula) abortiva (Alexander, 1914)
- T. (Eumicrotipula) absona (Alexander, 1937)
- T. (Eumicrotipula) accipitrina (Alexander, 1946)
- T. (Eumicrotipula) accumulatrix (Alexander, 1951)
- T. (Eumicrotipula) acroleuca (Alexander, 1978)
- T. (Eumicrotipula) aedon (Alexander, 1947)
- T. (Eumicrotipula) aglossa (Alexander, 1962)
- T. (Eumicrotipula) agrippina (Alexander, 1946)
- T. (Eumicrotipula) albifasciata (Macquart, 1838)
- T. (Eumicrotipula) amblythrix (Alexander, 1967)
- T. (Eumicrotipula) amphion (Alexander, 1952)
- T. (Eumicrotipula) andalgala (Alexander, 1919)
- T. (Eumicrotipula) andina (Brethes, 1909)
- T. (Eumicrotipula) andromache (Alexander, 1950)
- T. (Eumicrotipula) angolensis (Alexander, 1944)
- T. (Eumicrotipula) antarctica (Alexander, 1920)
- T. (Eumicrotipula) anthonympha (Alexander, 1928)
- T. (Eumicrotipula) apterogyne (Philippi, 1866)
- T. (Eumicrotipula) araguensis (Alexander, 1950)
- T. (Eumicrotipula) araucania (Alexander, 1929)
- T. (Eumicrotipula) arecuna (Alexander, 1931)
- T. (Eumicrotipula) arenae (Alexander, 1981)
- T. (Eumicrotipula) armillata (Alexander, 1916)
- T. (Eumicrotipula) asaroton (Alexander, 1962)
- T. (Eumicrotipula) asteria (Alexander, 1951)
- T. (Eumicrotipula) atacama (Alexander, 1912)
- T. (Eumicrotipula) atameles (Alexander, 1966)
- T. (Eumicrotipula) atroscapa (Alexander, 1949)
- T. (Eumicrotipula) atrovelutina (Alexander, 1928)
- T. (Eumicrotipula) auricomata (Alexander, 1942)
- T. (Eumicrotipula) austroandina (Alexander, 1929)
- T. (Eumicrotipula) azteca (Alexander, 1925)
- T. (Eumicrotipula) backstromi (Alexander, 1920)
- T. (Eumicrotipula) balloui (Alexander, 1938)
- T. (Eumicrotipula) barretoi (Alexander, 1923)
- T. (Eumicrotipula) bathromeces (Alexander, 1962)
- T. (Eumicrotipula) belemensis (Alexander, 1971)
- T. (Eumicrotipula) biacerva (Alexander, 1971)
- T. (Eumicrotipula) bigotiana (Alexander, 1920)
- T. (Eumicrotipula) bogotana (Alexander, 1938)
- T. (Eumicrotipula) brethesiana (Alexander, 1929)
- T. (Eumicrotipula) brevicoma (Alexander, 1944)
- T. (Eumicrotipula) browniana (Alexander, 1940)
- T. (Eumicrotipula) bruchi (Alexander, 1920)
- T. (Eumicrotipula) callisto (Alexander, 1944)
- T. (Eumicrotipula) callithrix (Alexander, 1944)
- T. (Eumicrotipula) campa (Alexander, 1914)
- T. (Eumicrotipula) capucina (Alexander, 1947)
- T. (Eumicrotipula) carizona (Alexander, 1913)
- T. (Eumicrotipula) clarkiana (Alexander, 1929)
- T. (Eumicrotipula) clavaria (Alexander, 1946)
- T. (Eumicrotipula) coloptera (Alexander, 1981)
- T. (Eumicrotipula) consonata (Alexander, 1940)
- T. (Eumicrotipula) conspicillata (Alexander, 1945)
- T. (Eumicrotipula) coronaria (Alexander, 1940)
- T. (Eumicrotipula) crepera (Alexander, 1952)
- T. (Eumicrotipula) cristata (Alexander, 1945)
- T. (Eumicrotipula) crossospila (Alexander, 1929)
- T. (Eumicrotipula) curinao (Alexander, 1914)
- T. (Eumicrotipula) cyclomera (Alexander, 1951)
- T. (Eumicrotipula) chacopata (Alexander, 1944)
- T. (Eumicrotipula) chanchanensis (Alexander, 1969)
- T. (Eumicrotipula) charmosyne (Alexander, 1967)
- T. (Eumicrotipula) chicana (Alexander, 1945)
- T. (Eumicrotipula) chilensis (Alexander, 1920)
- T. (Eumicrotipula) chilota (Alexander, 1929)
- T. (Eumicrotipula) chillanica (Alexander, 1945)
- T. (Eumicrotipula) chiricahuensis (Alexander, 1946)
- T. (Eumicrotipula) darlingtoniana (Alexander, 1939)
- T. (Eumicrotipula) delectata (Alexander, 1940)
- T. (Eumicrotipula) diardis (Alexander, 1969)
- T. (Eumicrotipula) dictyophora (Alexander, 1962)
- T. (Eumicrotipula) dimorpha (Alexander, 1929)
- T. (Eumicrotipula) diodonta (Alexander, 1969)
- T. (Eumicrotipula) duidae (Alexander, 1931)
- T. (Eumicrotipula) duseni (Alexander, 1920)
- T. (Eumicrotipula) efficax (Alexander, 1945)
- T. (Eumicrotipula) emerita (Alexander, 1944)
- T. (Eumicrotipula) enderleinana (Alexander, 1929)
- T. (Eumicrotipula) estella (Alexander, 1970)
- T. (Eumicrotipula) euprepia (Alexander, 1979)
- T. (Eumicrotipula) exilis (Alexander, 1916)
- T. (Eumicrotipula) expleta (Alexander, 1962)
- T. (Eumicrotipula) fatidica (Alexander, 1940)
- T. (Eumicrotipula) fazi (Alexander, 1928)
- T. (Eumicrotipula) flavidula (Alexander, 1940)
- T. (Eumicrotipula) flavoannulata (Jacobs, 1900)
- T. (Eumicrotipula) flavopedicellaris (Alexander, 1979)
- T. (Eumicrotipula) foersteriana (Alexander, 1967)
- T. (Eumicrotipula) forsteri (Alexander, 1962)
- T. (Eumicrotipula) fortior (Alexander, 1951)
- T. (Eumicrotipula) fraudulenta (Alexander, 1928)
- T. (Eumicrotipula) fuegiensis (Alexander, 1920)
- T. (Eumicrotipula) glaphyroptera (Philippi, 1866)
- T. (Eumicrotipula) glossophora (Alexander, 1962)
- T. (Eumicrotipula) graphica (Schiner, 1868)
- T. (Eumicrotipula) guarani (Alexander, 1914)
- T. (Eumicrotipula) hadrotrichia (Alexander, 1979)
- T. (Eumicrotipula) hedymopa (Alexander, 1944)
- T. (Eumicrotipula) hostifica (Alexander, 1937)
- T. (Eumicrotipula) huanca (Alexander, 1945)
- T. (Eumicrotipula) hylonympha (Alexander, 1929)
- T. (Eumicrotipula) iguazuensis (Alexander, 1928)
- T. (Eumicrotipula) immerens (Alexander, 1944)
- T. (Eumicrotipula) immorsa (Alexander, 1945)
- T. (Eumicrotipula) inaequiarmata (Alexander, 1962)
- T. (Eumicrotipula) inaequidens (Alexander, 1946)
- T. (Eumicrotipula) inca (Alexander, 1912)
- T. (Eumicrotipula) incondita (Alexander, 1951)
- T. (Eumicrotipula) infidelis (Alexander, 1951)
- T. (Eumicrotipula) infinita (Alexander, 1945)
- T. (Eumicrotipula) innubens (Alexander, 1942)
- T. (Eumicrotipula) invigilans (Alexander, 1951)
- T. (Eumicrotipula) itatiayensis (Alexander, 1944)
- T. (Eumicrotipula) jacobsiana (Alexander, 1929)
- T. (Eumicrotipula) jaennickeana (Alexander, 1929)
- T. (Eumicrotipula) jivaro (Alexander, 1916)
- T. (Eumicrotipula) jubilans (Alexander, 1940)
- T. (Eumicrotipula) juventa (Alexander, 1937)
- T. (Eumicrotipula) kathema (Alexander, 1966)
- T. (Eumicrotipula) kuehlhorni (Alexander, 1962)
- T. (Eumicrotipula) kuscheli (Alexander, 1967)
- T. (Eumicrotipula) lanigera (Alexander, 1928)
- T. (Eumicrotipula) laterosetosa (Alexander, 1931)
- T. (Eumicrotipula) latifolia (Alexander, 1944)
- T. (Eumicrotipula) legitima (Alexander, 1928)
- T. (Eumicrotipula) lethe (Alexander, 1971)
- T. (Eumicrotipula) ligulata (Alexander, 1929)
- T. (Eumicrotipula) ligulipenicillata (Alexander, 1946)
- T. (Eumicrotipula) longibasis (Alexander, 1946)
- T. (Eumicrotipula) longurioides (Alexander, 1955)
- T. (Eumicrotipula) macintyreana (Alexander, 1941)
- T. (Eumicrotipula) macrotrichiata (Alexander, 1923)
- T. (Eumicrotipula) magellanica (Alexander, 1920)
- T. (Eumicrotipula) marmoripennis (Rondani, 1850)

- T. (Eumicrotipula) martinbrowni (Alexander, 1946)
- T. (Eumicrotipula) mecoglossa (Alexander, 1967)
- T. (Eumicrotipula) mediodentata (Alexander, 1944)
- T. (Eumicrotipula) microspilota (Alexander, 1928)
- T. (Eumicrotipula) miranha (Alexander, 1913)
- T. (Eumicrotipula) mithradates (Alexander, 1951)
- T. (Eumicrotipula) mitua (Alexander, 1916)
- T. (Eumicrotipula) mocoa (Alexander, 1913)
- T. (Eumicrotipula) moctezumae (Alexander, 1925)
- T. (Eumicrotipula) monilifera (Loew, 1851)
- T. (Eumicrotipula) moniliferoides (Alexander, 1920)
- T. (Eumicrotipula) moniliformis (von Roder, 1886)
- T. (Eumicrotipula) mordax (Alexander, 1945)
- T. (Eumicrotipula) morphea (Alexander, 1946)
- T. (Eumicrotipula) navarinoensis (Alexander, 1962)
- T. (Eumicrotipula) neivai (Alexander, 1940)
- T. (Eumicrotipula) nethis (Alexander, 1966)
- T. (Eumicrotipula) nigriscapa (Alexander, 1946)
- T. (Eumicrotipula) nimbinervis (Alexander, 1946)
- T. (Eumicrotipula) nolens (Alexander, 1966)
- T. (Eumicrotipula) nordenskjoldi (Alexander, 1920)
- T. (Eumicrotipula) nothofagetorum (Alexander, 1929)
- T. (Eumicrotipula) notoria (Alexander, 1942)
- T. (Eumicrotipula) novaleonensis (Alexander, 1940)
- T. (Eumicrotipula) novatrix (Alexander, 1942)
- T. (Eumicrotipula) nubifera (van der Wulp, 1881)
- T. (Eumicrotipula) nubleana (Alexander, 1969)
- T. (Eumicrotipula) obirata (Alexander, 1940)
- T. (Eumicrotipula) obscuricincta (Alexander, 1940)
- T. (Eumicrotipula) odontomera (Alexander, 1967)
- T. (Eumicrotipula) olssoniana (Alexander, 1943)
- T. (Eumicrotipula) omnilutea (Alexander, 1967)
- T. (Eumicrotipula) ona (Alexander, 1920)
- T. (Eumicrotipula) oreonympha (Alexander, 1929)
- T. (Eumicrotipula) orizabensis (Alexander, 1941)
- T. (Eumicrotipula) ornaticornis (van der Wulp, 1891)
- T. (Eumicrotipula) osculata (Alexander, 1944)
- T. (Eumicrotipula) palenca (Alexander, 1944)
- T. (Eumicrotipula) palitans (Alexander, 1966)
- T. (Eumicrotipula) pallidineuris (Macquart, 1846)
- T. (Eumicrotipula) pallidisignata (Alexander, 1929)
- T. (Eumicrotipula) pantherina (Alexander, 1941)
- T. (Eumicrotipula) paranensis (Alexander, 1945)
- T. (Eumicrotipula) parviloba (Alexander, 1929)
- T. (Eumicrotipula) patagonica (Alexander, 1920)
- T. (Eumicrotipula) pediformis (Alexander, 1962)
- T. (Eumicrotipula) perflavidula (Alexander, 1979)
- T. (Eumicrotipula) perjovialis (Alexander, 1944)
- T. (Eumicrotipula) perstudiosa (Alexander, 1937)
- T. (Eumicrotipula) petalura (Alexander, 1953)
- T. (Eumicrotipula) petaluroides (Alexander, 1969)
- T. (Eumicrotipula) petiolaris (Alexander, 1940)
- T. (Eumicrotipula) phalangioides (Alexander, 1945)
- T. (Eumicrotipula) philippiana (Alexander, 1920)
- T. (Eumicrotipula) pictipennis (Walker, 1837)
- T. (Eumicrotipula) pilulifera (Edwards, 1920)
- T. (Eumicrotipula) pirioni (Alexander, 1929)
- T. (Eumicrotipula) piro (Alexander, 1914)
- T. (Eumicrotipula) platytergata (Alexander, 1962)
- T. (Eumicrotipula) procericornis (Edwards, 1920)
- T. (Eumicrotipula) profuga (Alexander, 1938)
- T. (Eumicrotipula) protrudens (Alexander, 1952)
- T. (Eumicrotipula) psittacina (Alexander, 1962)
- T. (Eumicrotipula) pulchriflava (Alexander, 1979)
- T. (Eumicrotipula) quadrisetosa (Alexander, 1951)
- T. (Eumicrotipula) quichua (Alexander, 1916)
- T. (Eumicrotipula) reciproca (Alexander, 1946)
- T. (Eumicrotipula) redunca (Alexander, 1967)
- T. (Eumicrotipula) reedi (Alexander, 1934)
- T. (Eumicrotipula) resplendens (Alexander, 1946)
- T. (Eumicrotipula) riveti (Edwards, 1920)
- T. (Eumicrotipula) rucana (Alexander, 1946)
- T. (Eumicrotipula) rufirostris (Bigot, 1888)
- T. (Eumicrotipula) runtunensis (Alexander, 1940)
- T. (Eumicrotipula) sariapampae (Alexander, 1967)
- T. (Eumicrotipula) satrapa (Alexander, 1952)
- T. (Eumicrotipula) schachovskoyi (Alexander, 1952)
- T. (Eumicrotipula) semivulpina (Alexander, 1944)
- T. (Eumicrotipula) serrilobata (Alexander, 1941)
- T. (Eumicrotipula) serval (Alexander, 1937)
- T. (Eumicrotipula) songoana (Alexander, 1962)
- T. (Eumicrotipula) spatulifera (Alexander, 1928)
- T. (Eumicrotipula) spilota (Wiedemann, 1828)
- T. (Eumicrotipula) steinbachi (Alexander, 1946)
- T. (Eumicrotipula) stenoglossa (Alexander, 1942)
- T. (Eumicrotipula) suavissima (Alexander, 1951)
- T. (Eumicrotipula) subandina (Philippi, 1866)
- T. (Eumicrotipula) subcana (Edwards, 1920)
- T. (Eumicrotipula) subglabrata (Alexander, 1951)
- T. (Eumicrotipula) subjubilans (Alexander, 1979)
- T. (Eumicrotipula) subligulata (Alexander, 1941)
- T. (Eumicrotipula) tabida (Enderlein, 1912)
- T. (Eumicrotipula) tainoleuca (Alexander, 1981)
- T. (Eumicrotipula) tanymetra (Alexander, 1962)
- T. (Eumicrotipula) tehuelche (Alexander, 1920)
- T. (Eumicrotipula) tephronota (Alexander, 1942)
- T. (Eumicrotipula) tersa (Alexander, 1928)
- T. (Eumicrotipula) tersoides (Alexander, 1945)
- T. (Eumicrotipula) thalia (Alexander, 1946)
- T. (Eumicrotipula) tiolomana (Oosterbroek, 2009)
- T. (Eumicrotipula) tovarensis (Alexander, 1947)
- T. (Eumicrotipula) triemarginata (Alexander, 1936)
- T. (Eumicrotipula) trispilota (Alexander, 1942)
- T. (Eumicrotipula) tristillata (Alexander, 1929)
- T. (Eumicrotipula) tunguraguana (Alexander, 1940)
- T. (Eumicrotipula) tyranna (Alexander, 1946)
- T. (Eumicrotipula) unistriata (Alexander, 1941)
- T. (Eumicrotipula) ursula (Alexander, 1951)
- T. (Eumicrotipula) valdiviana (Philippi, 1866)
- T. (Eumicrotipula) varineura (Bigot, 1888)
- T. (Eumicrotipula) virgulata (Williston, 1900)
- T. (Eumicrotipula) votiva (Alexander, 1944)
- T. (Eumicrotipula) werneri (Alexander, 1950)
- T. (Eumicrotipula) willinki (Alexander, 1962)
- T. (Eumicrotipula) wittei (Alexander, 1920)
- T. (Eumicrotipula) woytkowskiana (Alexander, 1942)
- T. (Eumicrotipula) yanamonteana (Alexander, 1945)
- T. (Eumicrotipula) yungasensis (Alexander, 1962)
- T. (Eumicrotipula) zeltale (Alexander, 1928)
- T. (Eumicrotipula) zeugmata (Alexander, 1951)
- T. (Eumicrotipula) zotzil (Alexander, 1928)